# Go-Go B-T TRAIN
「Go-Go B-T TRAIN」（ゴーゴービーティートレイン）は、日本のロックバンド、BUCK-TICKの41枚目のシングル。2021年9月22日にLingua Sounda/JVCケンウッド・ビクターエンタテインメントから発売。

## 概要
前作「 MOONLIGHT ESCAPE」以来、約1年1か月ぶりのシングル。
Blu-ray付の完全生産限定盤A、DVD付の完全生産限定盤B、CDのみの通常盤の3タイプが製作され、Blu-rayおよびDVDには表題曲のミュージックビデオを収録。また、全タイプ共通特典として、CDとBlu-ray(DVD)の収録内容をスマートフォンで簡単再生できるダウンロードカードを封入。

## 収録内容

### CD（全タイプ共通）
全編曲：BUCK-TICK
1. Go-Go B-T TRAIN
作詞：櫻井敦司 作曲：今井寿
2. 恋
作詞：櫻井敦司 作曲：星野英彦
3. 唄 Ver.2021
作詞：櫻井敦司 作曲：今井寿
4. JUST ONE MORE KISS Ver.2021
作詞：櫻井敦司 作曲：今井寿

### 完全生産限定盤A付属Blu-ray、B付属DVD
- 「Go-Go B-T TRAIN」 MUSIC VIDEO